# Alceste seconda
L'Alceste seconda è una tragedia di Vittorio Alfieri.

## Storia editoriale
Scritta nel 1798, è l'ultima tragedia alfieriana. Fu pubblicata postuma nel 1804, insieme all'Alceste prima, per opera dell'editore Piatti di Firenze.
L'Alceste prima è una traduzione dell'Alcesti di Euripide, mentre l'Alceste seconda rappresenta una rivisitazione del mito da parte di Alfieri.

## Trama
Alceste offre eroicamente la propria vita in cambio di quella del marito Admeto, ma Ercole, ammirato da tanto sacrificio, la strappa alla morte restituendola ai suoi cari.
I personaggi di quest'opera teatrale, che il finale lieto potrebbe non far ritenere propriamente una tragedia, sono Fereo, in precedenza re di Tessaglia, che ha rinunciato al trono in favore del figlio Admeto; Admeto stesso, gravemente malato quando l'azione comincia; Alceste, sua moglie; Eumelo, suo figlio, che dice pochissime parole; Ercole; infine un coro di matrone tessale.

### Atto I
Fereo si lamenta per la malattia del figlio; attende una risposta dall'Oracolo di Delfi, che è stato interpellato per sapere le possibilità di guarigione di Admeto. Entra Alceste e gli annuncia che Apollo ha assicurato la vita di Admeto, ma si intuisce dalla sua tristezza che ciò è stato ottenuto ad un caro prezzo. Infine Alceste confessa che la guarigione di Admeto richiederà che in cambio muoia un altro membro della famiglia, e lei si è offerta come vittima, con un voto a Proserpina che non può più essere sciolto. Fereo è disperato, è convinto che toccherebbe a lui morire per il figlio; ma Alceste spiega che è troppo tardi, ormai ha deciso di sacrificarsi lei stessa piuttosto che vedere vittime Fereo o il proprio figlio. Alceste annuncia che sente già la febbre fatale che la sta assalendo.
Entra poi il coro, offrendo inni a Proserpina affinché risparmi la vita di Admeto.

### Atto II
Admeto ha improvvisamente riacquistato la salute ed è in cerca di Alceste. Fereo lo raggiunge e si rallegra della guarigione. Ma Admeto gli replica che la malattia del corpo è stata sostituita dalla sofferenza della mente, che lo sta turbando. Admeto descrive al padre una paurosa visione appena avuta. Apollo gli è apparso annunciandogli la guarigione, e Admeto si stava affrettando per dare la notizia alla moglie, ma la Morte è apparsa davanti a lui, narrandogli che Apollo le ha sottratto la preda, ma in cambio ella farà trascorrere ad Admeto una vita di intollerabili tormenti.
Poi entra Alceste; il suo volto e la sua persona ne testimoniano la sofferenza, ma ella si volge al marito con espressioni di gioia. Chiede di restare sola con Admeto, e gli rivela il terribile segreto della propria imminente morte. Lo implora di vivere per amore dei loro figli e del regno.
L'atto si chiude con i lamenti del coro e le suppliche ad Apollo.

### Atto III
Entra Alceste, morente, sorretta dalle sue ancelle e accompagnata dal figlio Eumelo, dalla figlia e dal coro. Admeto le sta accanto da una parte. Alceste si corica pronta a morire. Il loro figlio inutilmente cerca di portate qualche sollievo al padre. Admeto si rivolge alla moglie con sentimenti alterni di rabbia e affetto, poi corre via con l'intenzione di uccidersi, però viene fermato ed è condotto al giaciglio di Alceste, che insiste ancora a chiedergli di vivere per amore dei figli.
Giunge Fereo e aggiunge le sue suppliche a quelle di Alceste. Admeto rimprovera il padre poiché lo ritiene la causa della morte di Alceste, in primo luogo per avere chiesto il parere dell'Oracolo, e poi per averle consentito di prendere il posto di vittima. Fereo gli risponde che è stata Alceste ad anticiparlo, intercettando la risposta dell'Oracolo, e che inoltre egli stesso vive non per se stesso, ma per amore dell'anziana madre di Admeto. Admeto è preso dal rimorso. Alceste si accommiata affettuosamente da tutti loro, e gradualmente la morte scende su di lei.
Il coro, diviso in due parti, una intorno ad Admeto, l'altra intorno ad Alceste, canta inni per piangere Alceste e dare sollievo ad Admeto.

### Atto IV
Entra in scena Ercole, mentre Alceste sta spirando. Ercole, che in precedenza era stato ospite di Fereo e del figlio, annuncia di avere saputo della malattia del suo vecchio amico Admeto, e di essere accorso per accertarsi delle sue condizioni. Il coro di Alceste lo informa della guarigione e del sacrificio della moglie. Ercole chiede alle ancelle di portare subito e in segretezza Alceste, che ancora respira, al tempio di Apollo e Mercurio, di affidare la donna alla profetessa e poi fare ritorno.
Quindi Apollo risveglia Admeto dalla sua prostrazione, gli dice di non disperare e parte, promettendo di tornare presto. Admeto sembra rivivere, e solleva il figlio come per rivedere le fattezze di Alceste, ma vede che la moglie e scomparsa, come metà del coro. Admeto crede che ella sia morta e quando le ancelle rientrano le accusa di averne rimosso il corpo. Si congeda disperato dai figli e annuncia la propria intenzione di lasciarsi morire di fame. Il suo proponimento, in cambio del quale chiede che Alceste torni in vita, è suggellato da un voto indissolubile.
Il coro canta un inno a Giove ed Ercole.

### Atto V
Admeto giace ai piedi della statua di Proserpina. Sono presenti anche Fereo, i nipoti e il coro. Entra Ercole, che conduce una donna velata, che lascia su un lato. Il coro lo informa del voto di Admeto. Quest'ultimo gli chiede di riportargli il corpo della propria sposa. Ercole gli risponde di avergli portato invece una nuova moglie, che possiede ogni immaginabile grazia e virtù. Admeto lo rimprovera per la sua crudeltà, ma alla fine Ercole rivela che la donna velata è Alceste tornata alla vita, e che Admeto è sciolto dal suo voto. Ercole spiega che gli dei hanno voluto mettere alla prova Alceste e Admeto:
Admeto: Ma, come
Concesso t'era dalle ingorde fauci
Pur sottrarla dell'Orco?
Ercole Arcani questi
Son della eccelsa Onnipotenza, [...]
Né il dire a me più lice; né a voi lice
Il ricercar più oltre.»
Cala il sipario nel tripudio generale.